# Morgan Crofton
Morgan Crofton (Dublin, Irlanda, 27 de junho de 1826 - Brighton, Inglaterra, 13 de maio de 1915) foi um matemático que contribuiu para o campo da teoria geométrica da probabilidade. Também trabalhou com James Joseph Sylvester e contrinuiu um artigo na Encyclopædia Britannica sobre probabilidade. A fórmula de Crofton é nomeada em sua honra.